# オーストリア・女子スーパーカップ
オーストリア・女子スーパーカップ（ÖFB-Supercup der Frauen）は、2001年から2004年までオーストリアで開催された女子サッカーのカップ戦である。主催者はオーストリアサッカー協会。
オーストリア・女子ブンデスリーガの優勝クラブとオーストリア・レディースカップの優勝クラブによって、シーズン開幕一週間前の週末に行われていた。同一クラブが2冠を達成した場合、そのクラブはオーストリア・レディースカップの準優勝クラブと対戦した。
この大会は男子のオーストリア・スーパーカップの前に開催されていたが、UEFAチャンピオンズリーグやUEFAヨーロッパリーグの予選試合開催などによる過密スケジュールが問題視された結果オーストリア・スーパーカップが廃止され、同時にオーストリア・女子スーパーカップも廃止された。2005年以降は開催されていない。

## 歴代優勝クラブ
- 2001: ウニオン・クラインミュンヘン
- 2002: USCランドハウス・ウィーン
- 2003: SVノイレングバッハ
- 2004: SVノイレングバッハ